# 姜卫东
姜卫东（1958年—），山东日照人，汉族，中华人民共和国政治人物、第十二届全国人民代表大会山东地区代表。
毕业于山东干部函授大学经济管理专业。加入中国共产党。担任山东五集团董事长。2008年起担任全国人大代表。2013年，担任全国人大代表。2018年2月24日，当选为第十三届全国人大代表。